# Missões diplomáticas da Bielorrússia

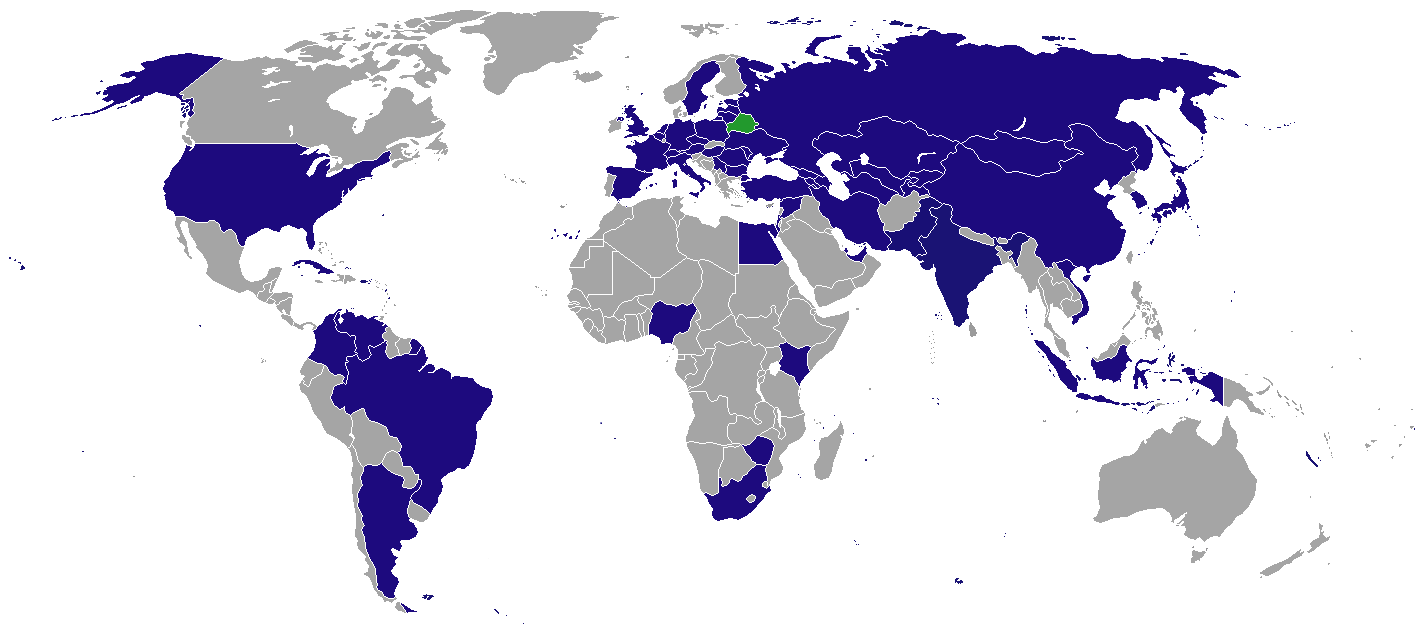
Missões diplomáticas da Bielorrússia.

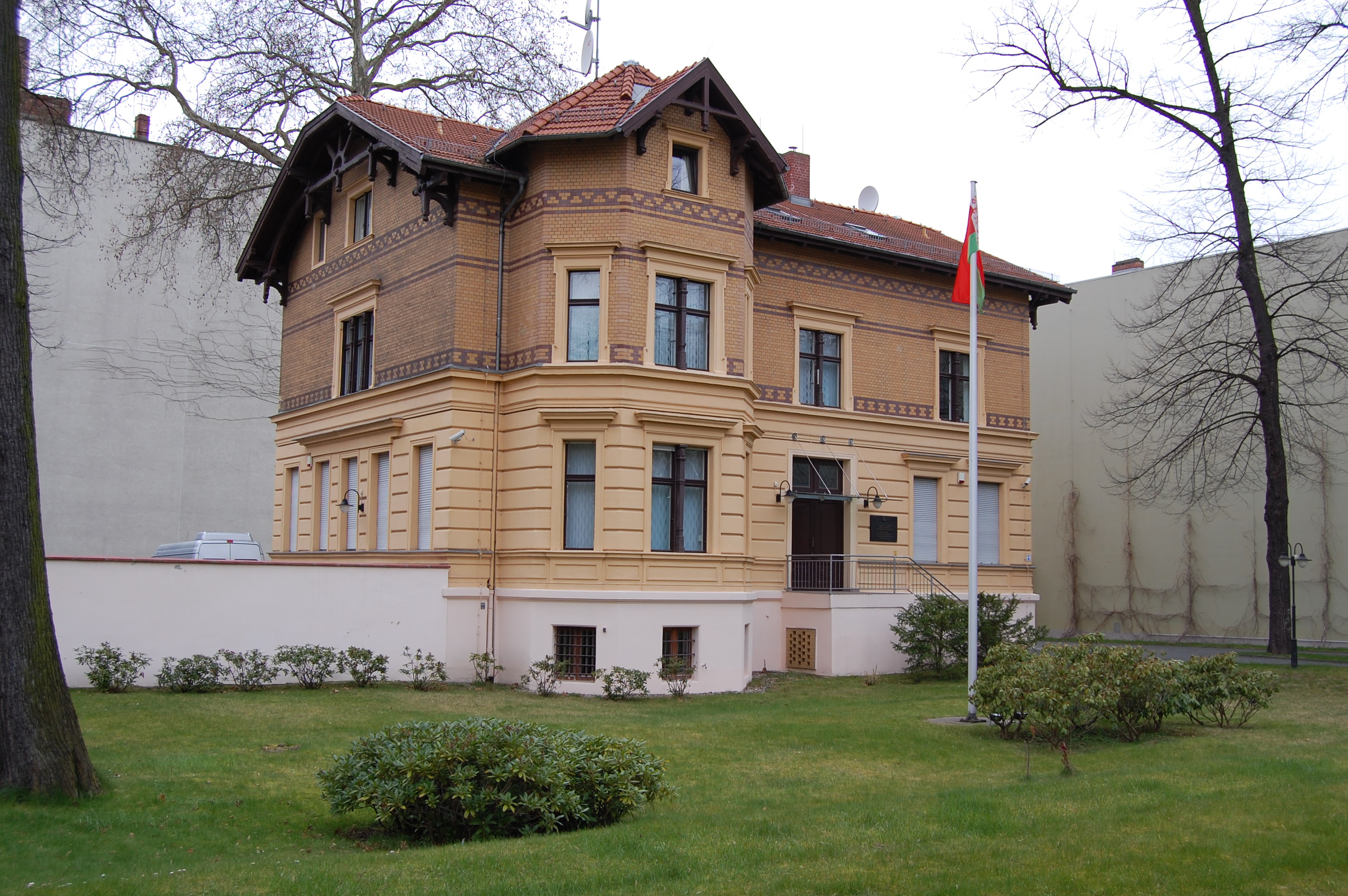
Embaixada da Bielorrússia em Berlim.

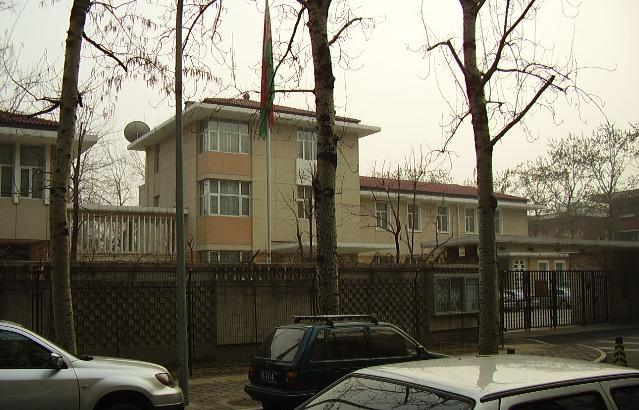
Embaixada da Bielorrússia em Pequim.

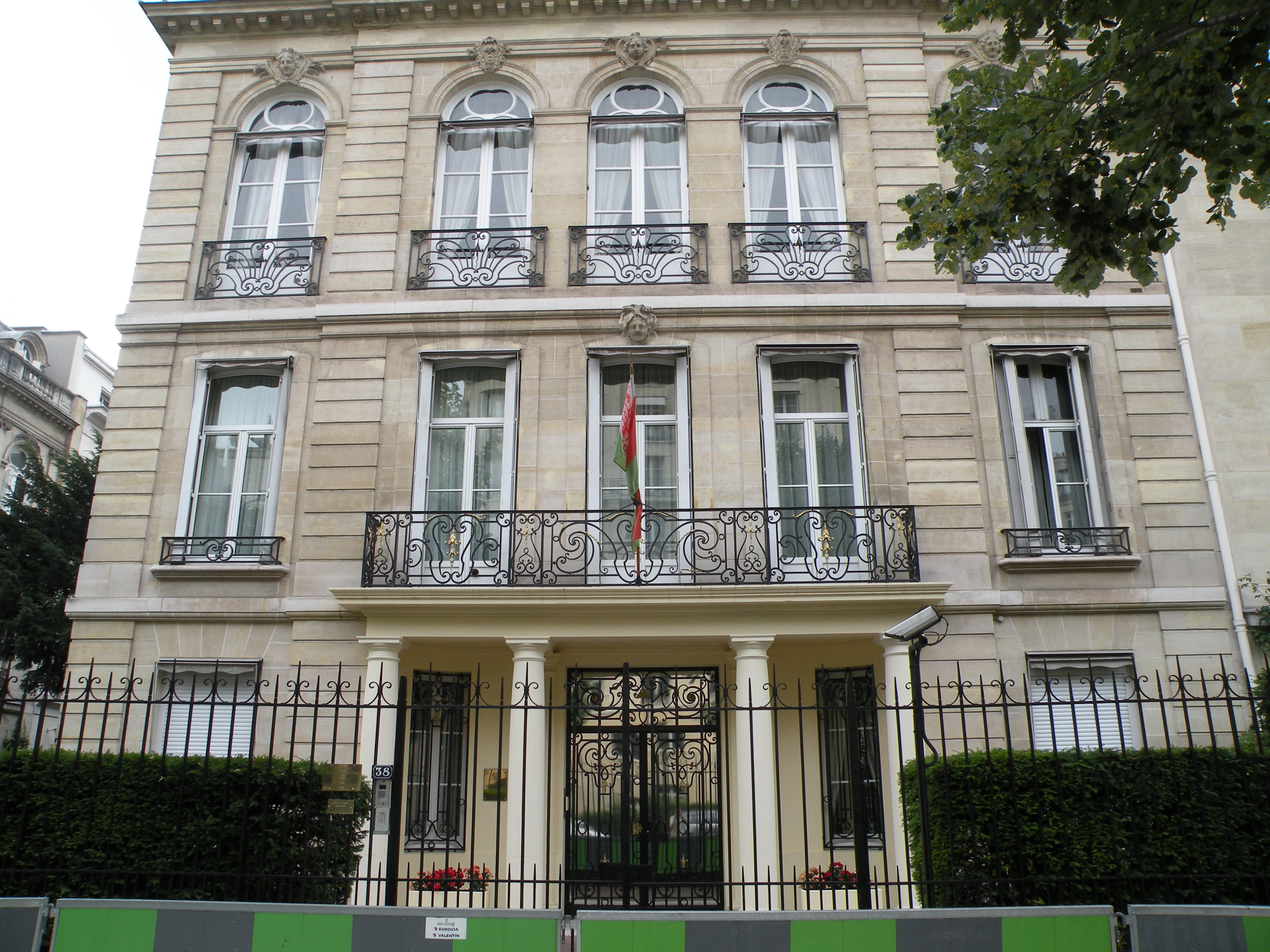
Embaixada da Bielorrússia em Paris.

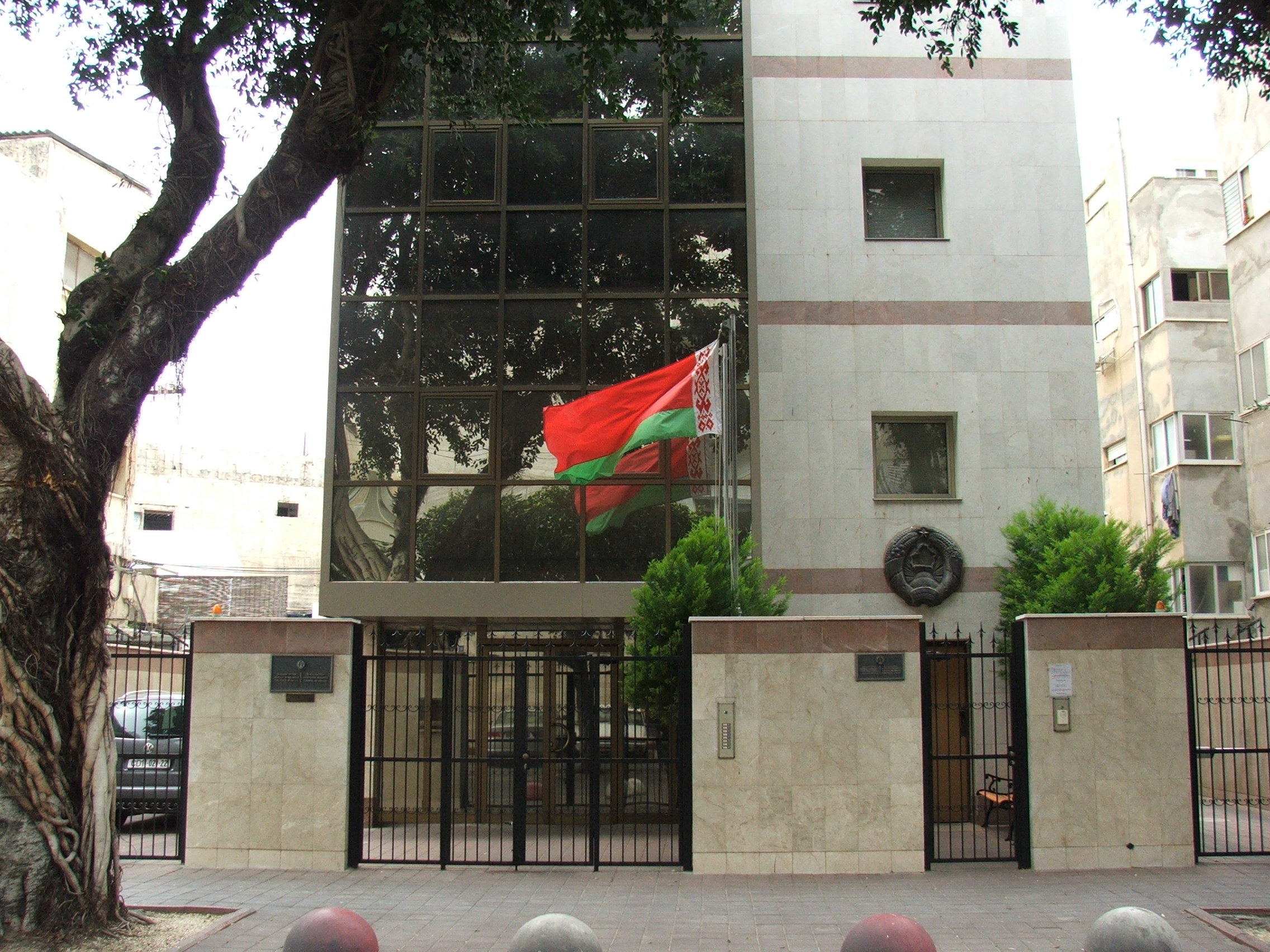
Embaixada da Bielorrússia em Tel Aviv.

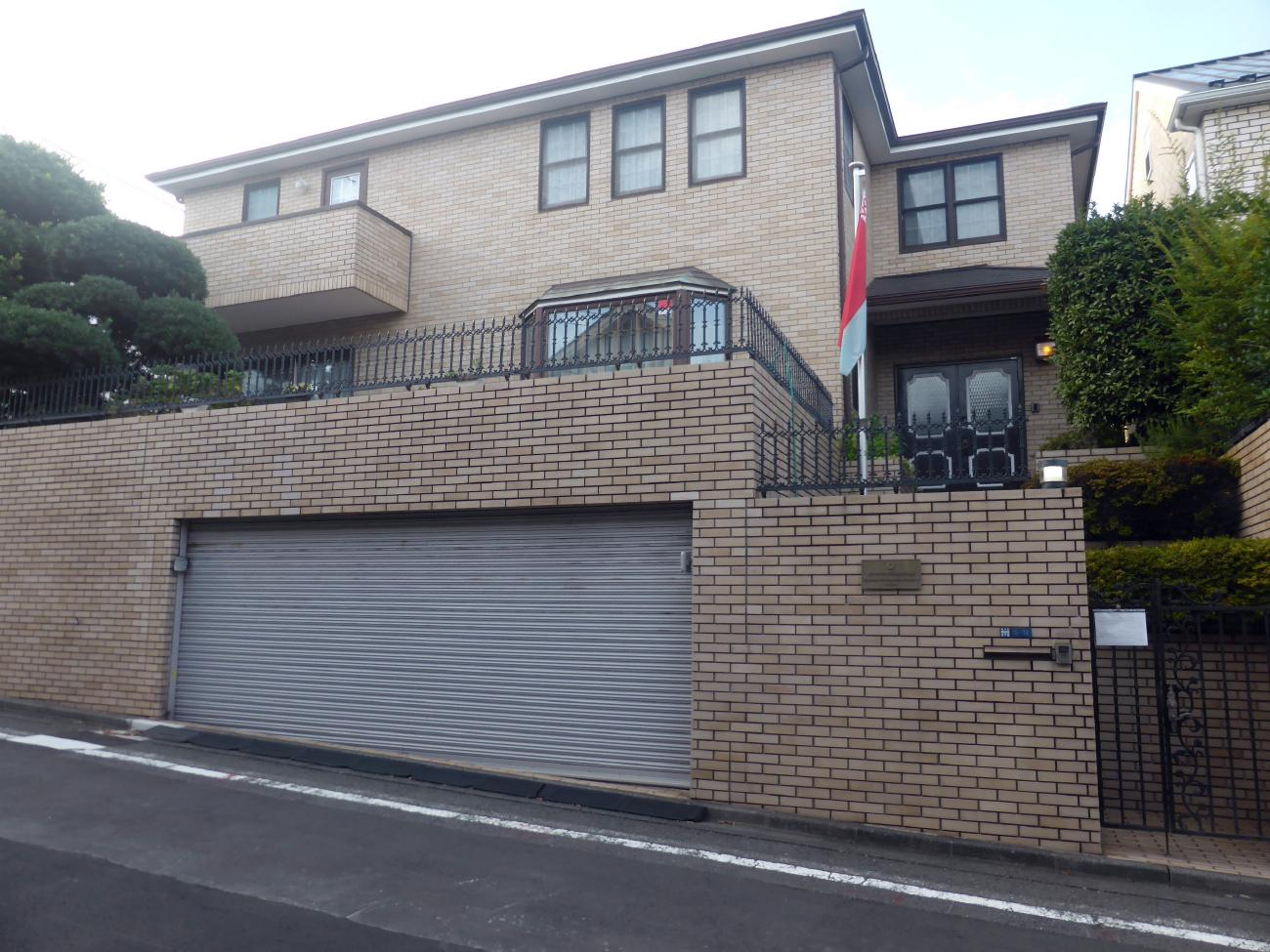
Embaixada da Bielorrússia em Tóquio.

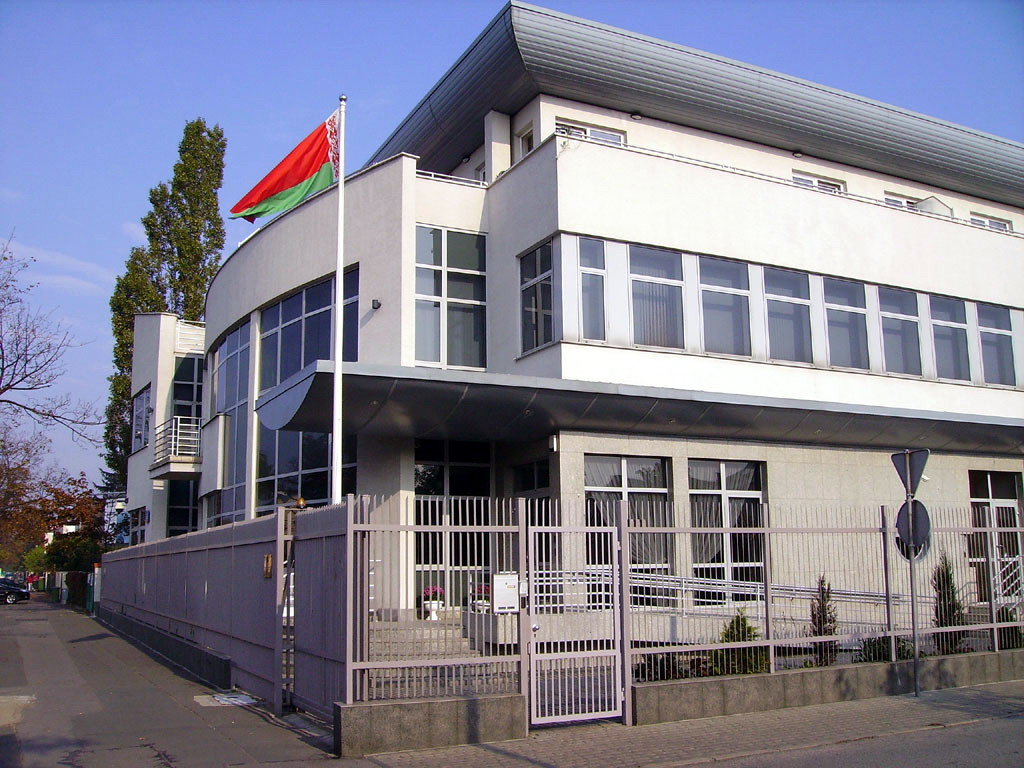
Embaixada da Bielorrússia em Varsóvia.

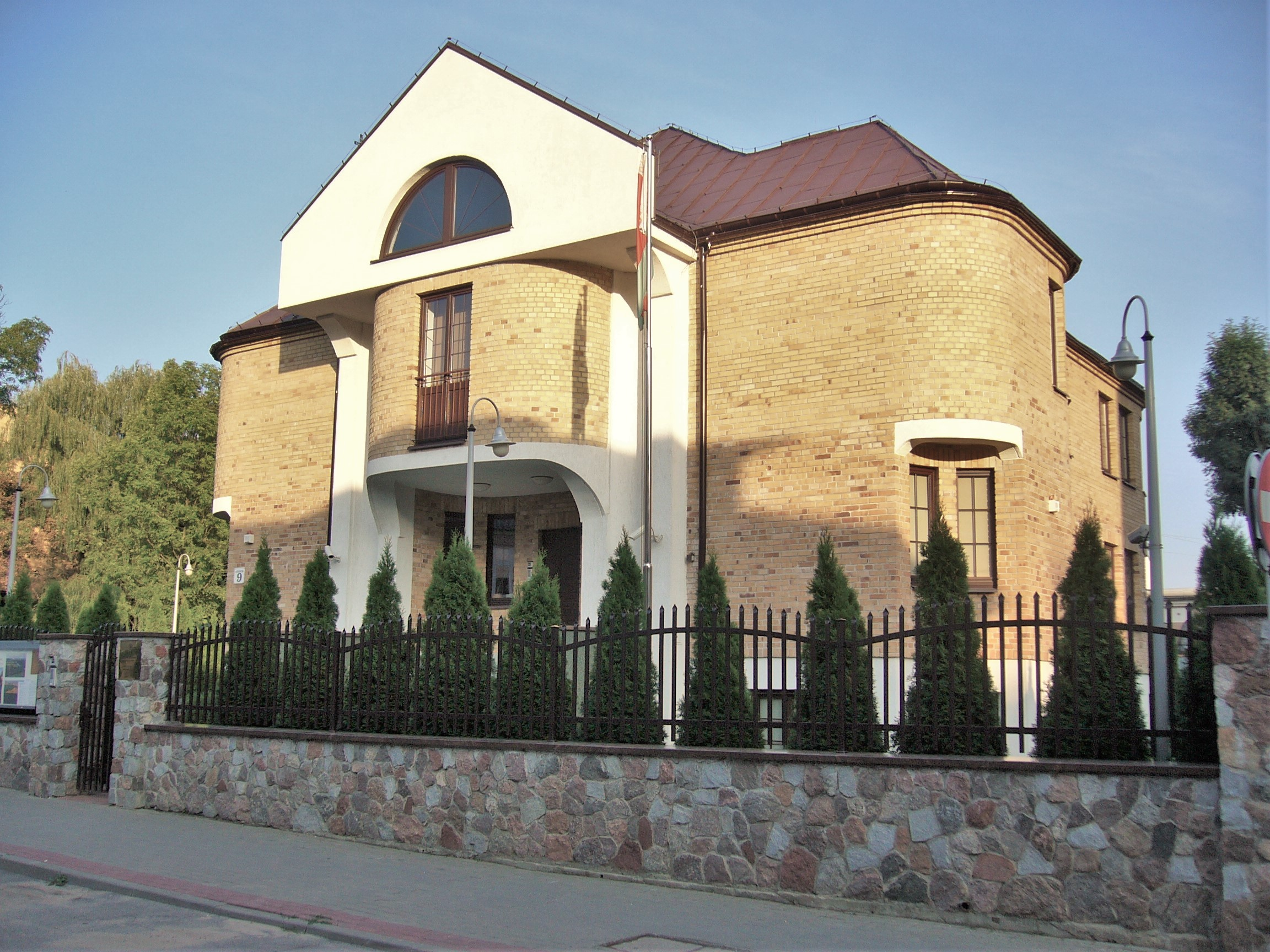
Consulado-Geral da Bielorrússia em Białystok, Polônia.

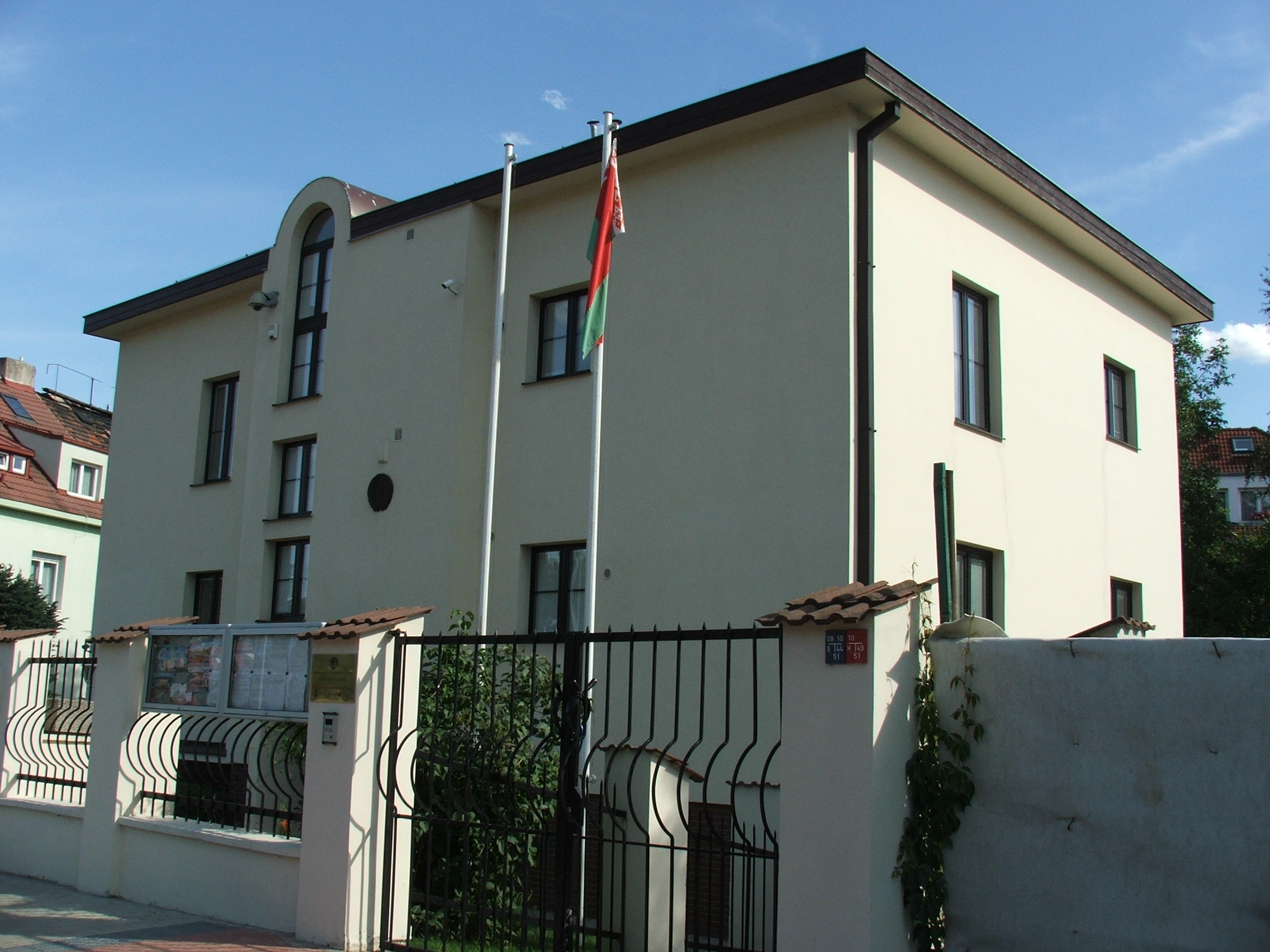
Embaixada da Bielorrússia em Praga.

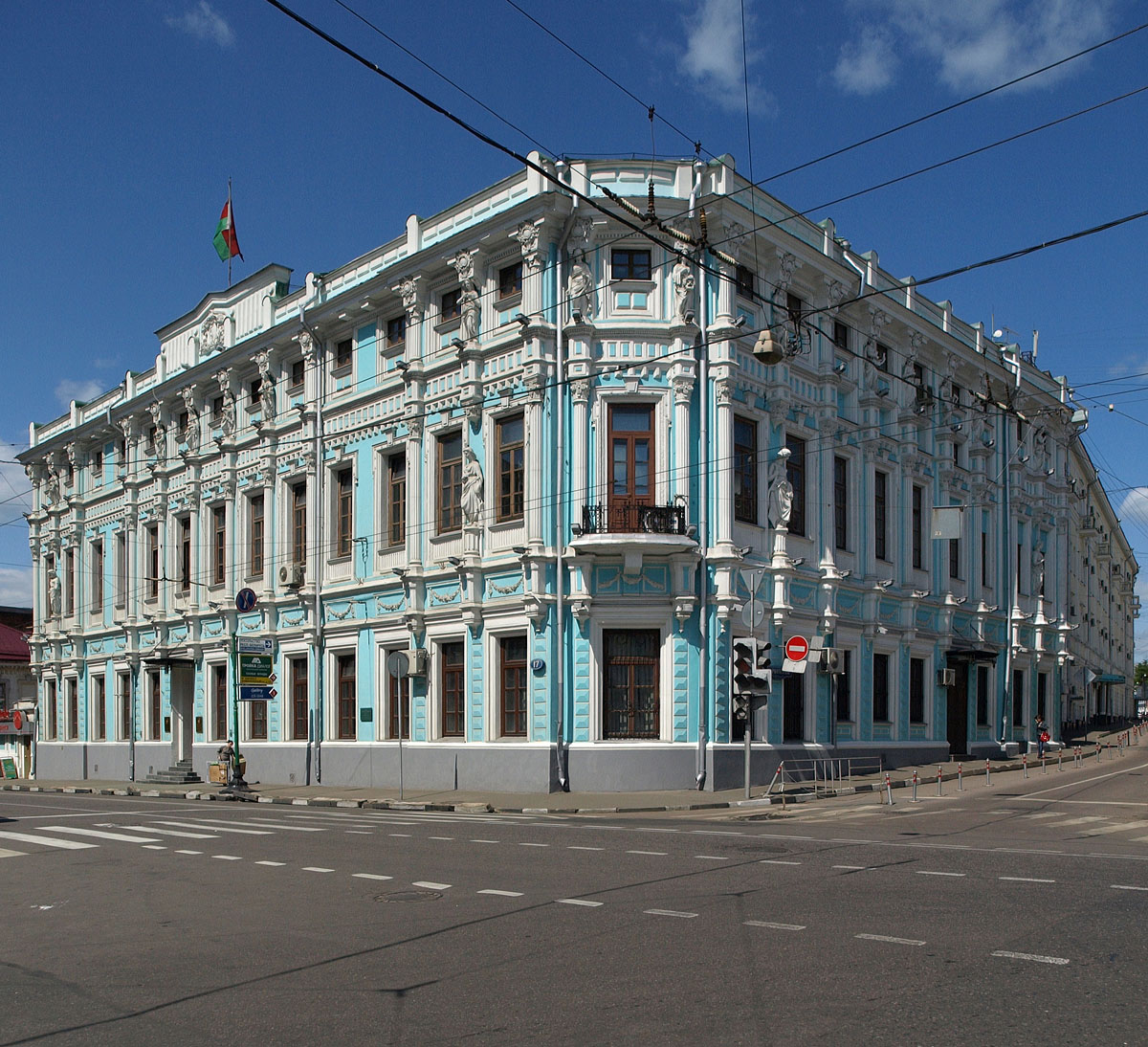
Embaixada da Bielorrússia em Moscou.

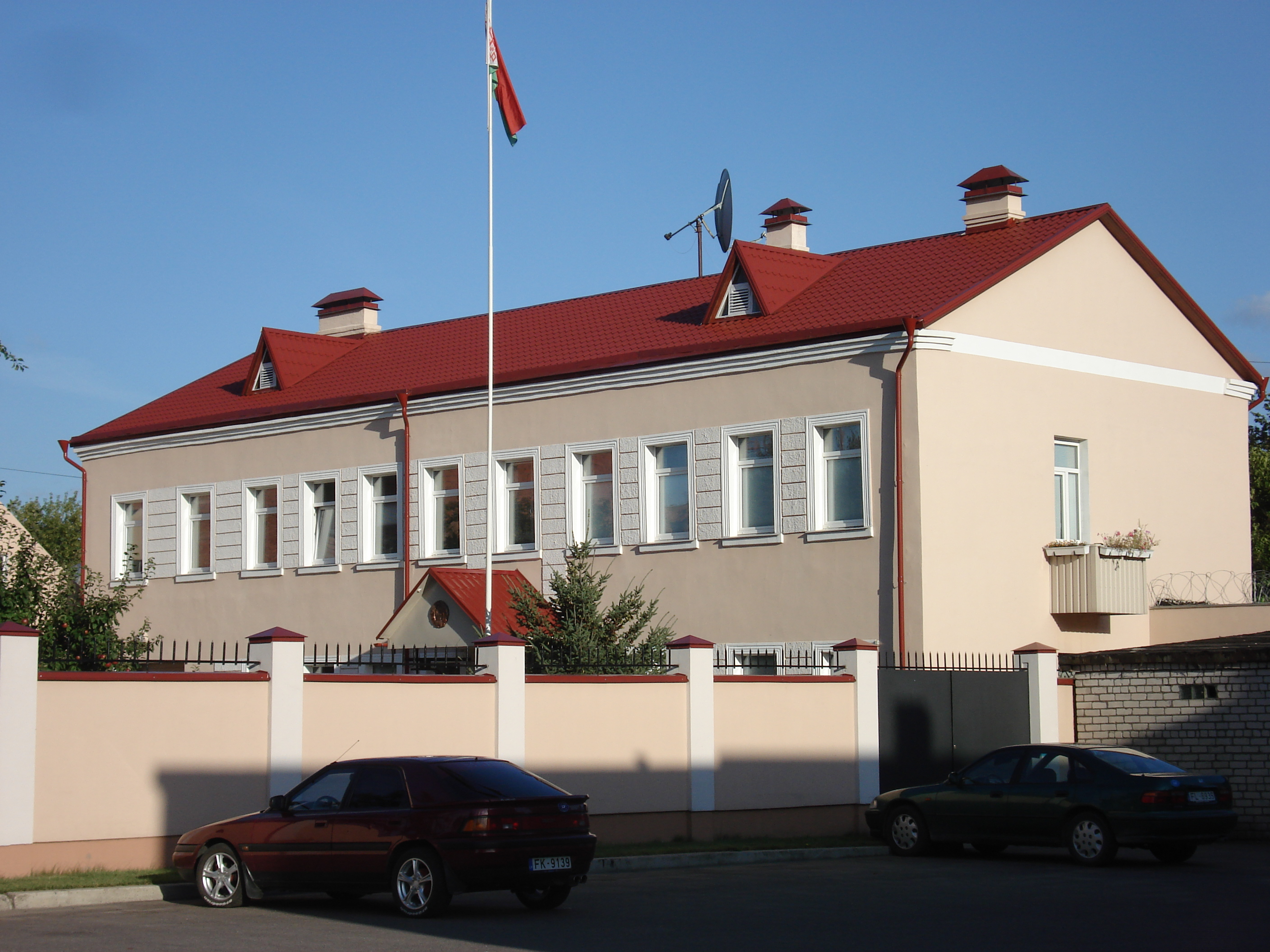
Consulado-Geral da Bielorrússia em Daugavpils, Letônia.

Abaixo se encontram as embaixadas e consulados da Bielorrússia:

## Europa
- Alemanha
  - Berlim (Embaixada)
  - Bona (Escritório Consular)
- Armênia
  - Erevan (Embaixada)
- Áustria
  - Viena (Embaixada)
- Azerbaijão
  - Baku (Embaixada)
- Bélgica
  - Bruxelas (Embaixada)
- Bulgária
  - Sófia (Embaixada)
- Eslováquia
  - Bratislava (Embaixada)
- Estónia
  - Tallin (Embaixada)
- Finlândia
  - Helsinque (Embaixada)
- França
  - Paris (Embaixada)
- Hungria
  - Budapeste (Embaixada)
- Itália
  - Roma (Embaixada)
- Letônia
  - Riga (Embaixada)
  - Daugavpils (Consulado-Geral)
- Lituânia
  - Vilnius (Embaixada)
- Moldávia
  - Chişinău (Embaixada)
- Países Baixos
  - Haia (Embaixada)
- Polónia
  - Varsóvia (Embaixada)
  - Białystok (Consulado-Geral)
  - Gdansk (Consulado-Geral)
  - Biała Podlaska (Consulado)
- Reino Unido
  - Londres (Embaixada)
- Chéquia
  - Praga (Embaixada)
- Roménia
  - Bucareste (Embaixada)
- Rússia
  - Moscou (Embaixada)
- Sérvia
  - Belgrado (Embaixada)
- Suécia
  - Estocolmo (Embaixada)
- Suíça 
  - Berna (Embaixada)
- Ucrânia
  - Kiev (Embaixada)

## América
- Argentina
  - Buenos Aires (Embaixada)
- Brasil
  - Brasília (Embaixada)
  - Rio de Janeiro (Consulado-Geral)
- Canadá
  - Ottawa (Embaixada)
- Colômbia
  - Bogotá (Embaixada)
- Cuba
  - Havana (Embaixada)
- Estados Unidos
  - Washington, DC (Embaixada)
  - Nova Iorque (Consulado-Geral)
- Venezuela
  - Caracas (Embaixada)

## Oriente Médio
- Emirados Árabes Unidos
  - Abu Dhabi (Embaixada)
- Irão
  - Teerã (Embaixada)
- Israel
  - Tel Aviv (Embaixada)
- Síria
  - Damasco (Embaixada)
- Turquia
  - Ancara (Embaixada)

## África
- Egito
  - Cairo (Embaixada)
- Líbia
  - Trípoli (Embaixada)
- África do Sul
  - Pretória (Embaixada)

## Ásia
- China
  - Pequim (Embaixada)
- Coreia do Sul
  - Seul (Embaixada)
- Índia
  - Nova Deli (Embaixada)
- Japão
  - Tóquio (Embaixada)
- Cazaquistão
  - Astana (Embaixada)
- Quirguistão
  - Bisqueque (Embaixada)
- Turquemenistão
  - Asgabate (Embaixada)
- Uzbequistão
  - Tashkent (Embaixada)
- Vietname
  - Hanói (Embaixada)

## Organizações Multilaterais
- - Bruxelas (Missão Permanente do país ante a União Europeia)
  - Genebra (Missão Permanente do país ante as Nações Unidas e outras organizações internacionais)
  - Nova Iorque (Missão Permanente do país ante as Nações Unidas)
  - Paris (Missão Permanente do país ante a Unesco)
  - Roma (Missão Permanente do país ante a Organização das Nações Unidas para a Alimentação e a Agricultura)
  - Viena (Missão Permanente do país ante as Nações Unidas)